# 北马里亚纳群岛

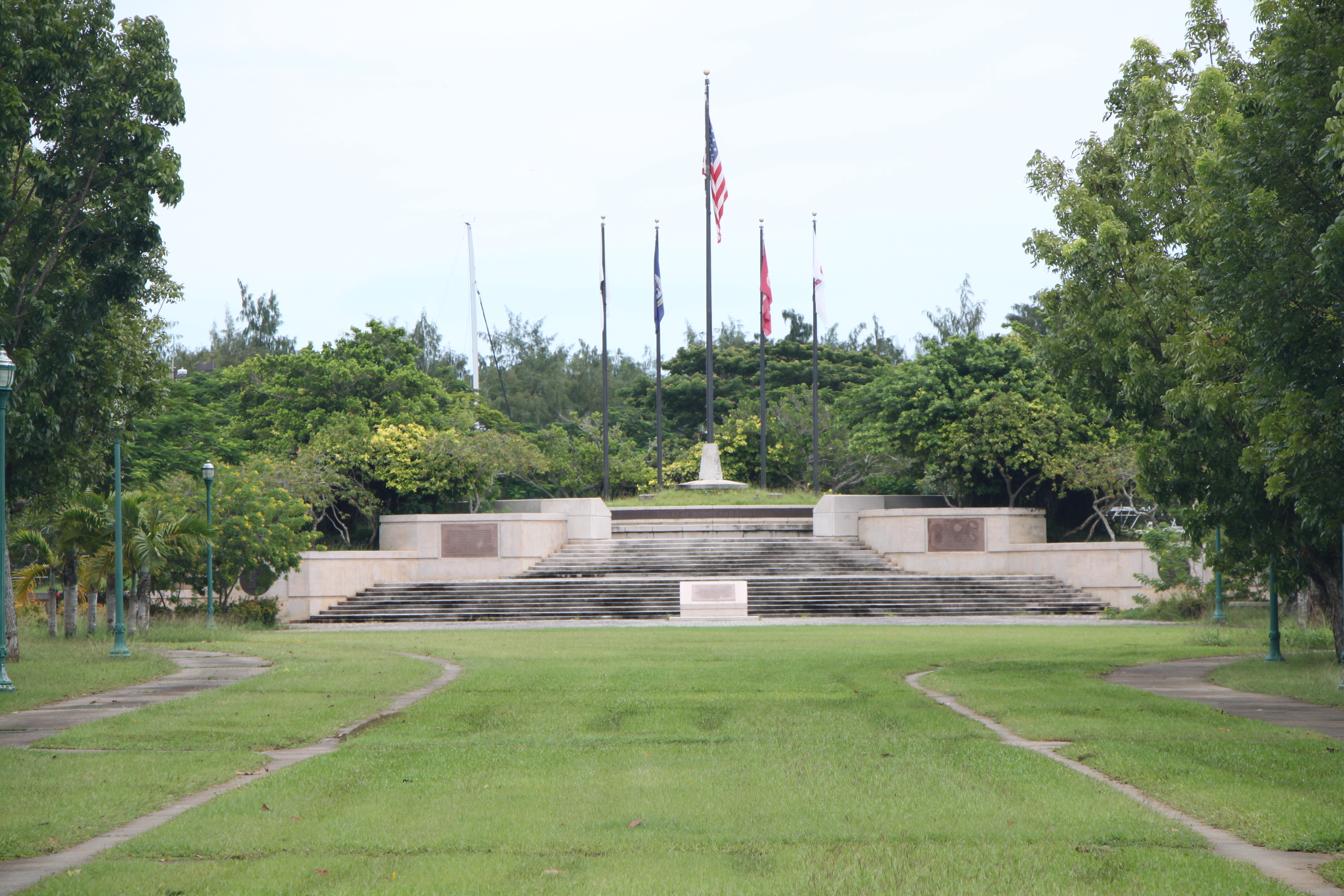
塞班岛上的美国纪念公园

北马里亚纳群岛自由邦（英語：Commonwealth of the Northern Mariana Islands，缩写为CNMI），又称北马里亚纳群岛联邦，通称北马里亚纳群岛，是美国的一個非合并属地、自由邦，位于西太平洋上的战略要地。它包括了15个岛屿，總长685英尺（209），位於夏威夷到菲律宾約四分之三的距離上。北马里亚纳群岛在2020年的正式人口普查裡有4萬7,329人。北马里亚纳群岛總面積為463.63平方（179.01平方英里），包括了塞班岛、罗塔岛和天宁岛等。北马里亚纳群岛属热带海洋性气候，终年如夏。
塞班岛和天宁岛上有机场和港口。首府位於塞班島北部的卡皮托爾希爾，但不少出版物將塞班岛視作群島的首府，因為整座島本身是一個市。

## 历史
北马里亚纳3500年前就有人居住。

### 西班牙統治時期

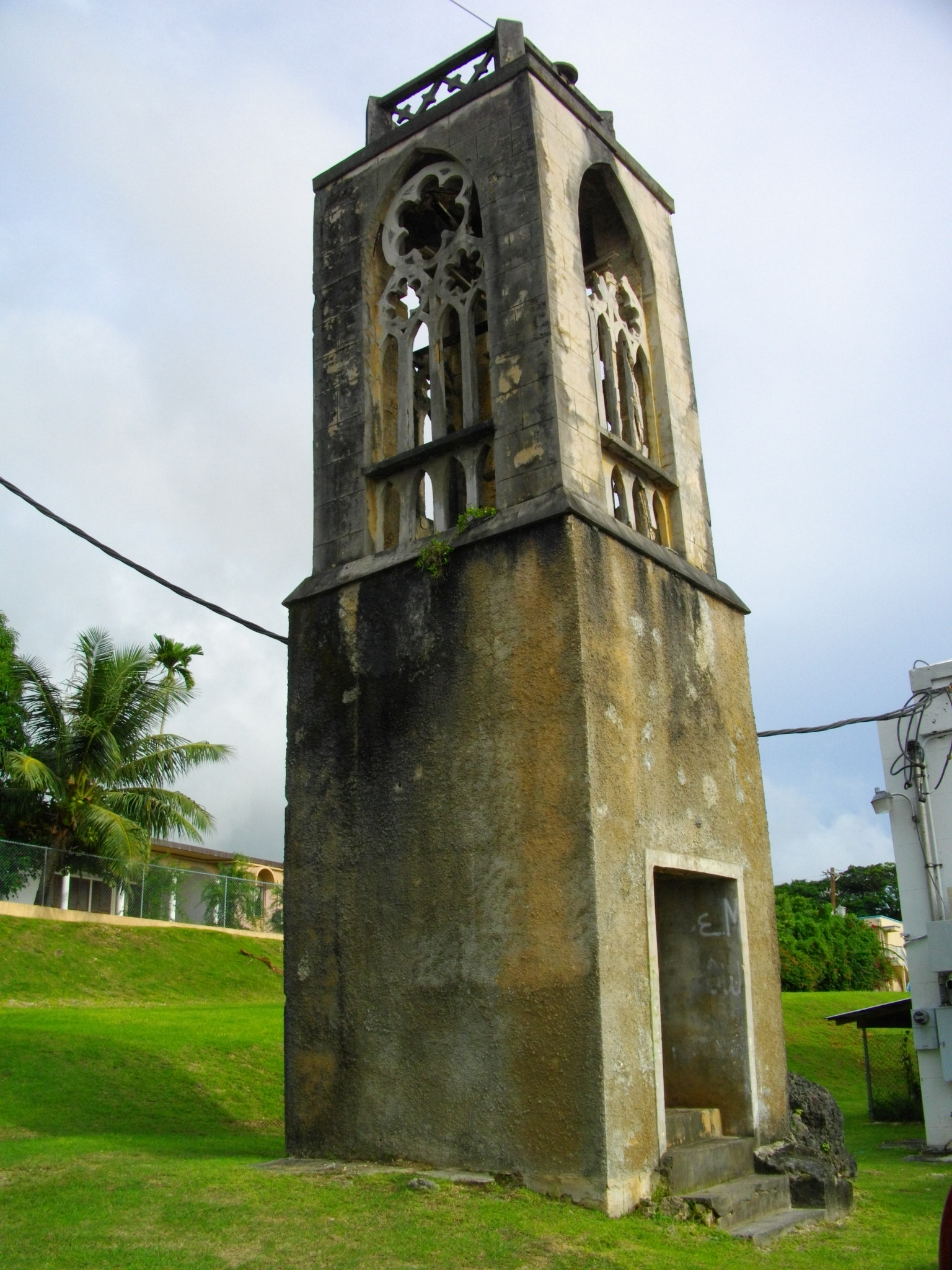
殖民塔，西班牙殖民時代的遺跡。

1521年被贡萨洛·戈麦斯·埃斯皮诺萨（Gonzalo Gómez de Espinosa）首次发现。1565年被西班牙占领，後來馬里亞納群島編入1565年成立的菲律賓都督府之下。
關島成為馬尼拉與墨西哥間非常重要的停靠港，數加侖的黃金經由關島到菲律賓或墨西哥。至今仍有許多黃金沉在關島附近。17世紀中葉，因為原住民查莫羅人接連反抗西班牙人的統治，查莫羅人因此被迫遷往關島（以便管理和宗教同化），後獲准歸回時早已有來自今雅浦州東部與楚克州西部的加罗林人定居。

### 德國和日本統治時期

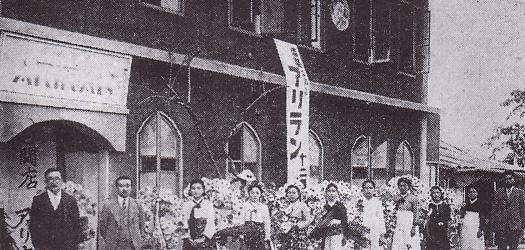
日治時期的塞班島

1899年美西戰爭後，西班牙将剩餘的馬里亞納群島（北马里亚纳）與加洛林群島卖给德国，編入德屬新幾內亞，行政上屬於雅浦區，並設立塞班分區（Stationsbezirk Saipan）。聖荷西教會也在這個時期建立。德國人引入公立學校教育體系，並提供公地放領。此外也試圖經營椰子核生產事業。
一次大战爆发后，被日本占领。1919年國際聯盟將太平洋上赤道以北的德屬島嶼委託日本管理，包括北馬里亞納群島。日治時期，蔗糖成為群島的主要產業。塞班島的加拉班此時發展為地方中心，許多日本人（包括當時被殖民統治的朝鮮人、琉球人）移入北馬里亞納群島。於1939年2月，南洋廳的總人口為129,104，其中77,257是日本人（其中包括朝鮮、琉球民族和台灣人）。二戰前的塞班島人口中，有29,348名日本居民和3,926名查莫洛人與加洛林島民；天寧島有15,700名日本居民（包括2,700名朝鮮人）和22名查莫洛人。

### 第二次世界大戰
1941年12月8日，珍珠港事件數小時後，馬里亞納群島的日軍入侵關島。來自日本統治超過20年的北馬里亞納群島的查莫洛人，被派往關島協助日軍管理當地。長達31個月的佔領中，北馬里亞納群島的查莫洛人對關島查莫洛人的欺壓，是1962年關島人否決和北馬里亞納群島合併的原因。
1944年6月15日，美军入侵北馬里亞納群島，展開塞班島戰役。30,000名士兵誓死防守塞班島，即使在絕對劣勢下也堅持展開衝鋒喪命，這種戰法使日軍幾乎全滅，最後只有1,000名倖存者，半數投降者為朝鮮出身。超過8,000名日本居民也隨後跟著死亡，其中不少人是得知日本戰敗後跳崖或切腹自殺，使美軍大為震驚。1945年12月1日，最後一批殘留日本兵於塞班島投降。
1946年，剩下的少數居民被遣返回日本本土。

### 從聯合國託管地到美國自治邦
联合国于1947年通過聯合國安理會21號決議将北马里亚纳交给美国託管，成為包括今帕劳、马绍尔群岛和密克罗尼西亚联邦的太平洋群島託管地的一個區。
1958年、1961年、1963年及1969年舉行與關島（原住民同為查莫羅人）合併公投，但遭關島否決。1975年6月17日与美国就未来政治地位进行谈判並公投通過成為美國自治邦，1976年3月24日同美国签署《盟约》（Covenant）。
根據该盟约，北马里亚纳在政治上同美国合并，享有一定的内政自主权，但外交、国防由美国负责。1977年11月舉行首次正副總督和議會選舉，1978年1月自治邦宪法实施。1986年11月美国总统宣布北马里亚纳为美国屬土，原有居民和以後當地出生者皆為美國公民。

## 政治体制
北马里亚纳實行美國式三權分立政制。国家元首是美国总统，聯邦事務由美国內政部管理。总督和副总督主持自治邦政府，兩個職位以團隊形式全民選舉，任期四年。北馬里亞納群島議會实行兩院制，其中參議院九席（三大島各三席），每兩年局部重選。眾議院十多席（席數可變動，按人口分區，現天宁、罗塔各一席），每兩年重選。
30年來，北馬利安納一直是全美國民治地區最後一個沒有國會議席的地區，只有自費設立的「駐華盛頓代表」一職，負責在首都華盛頓特區進行遊說和聯絡工作。2008年美國通過法律，自2009年為北馬利安納設立一席無投票權代表，使北馬利安納與其他美國屬地看齊。
根據《盟约》最初規定，美國聯邦法律在北马里亚纳基本上全部有效，但北马里亚纳擁有出入境管理權，獨立的海關和最低工資制度。這些自治權造就了北马里亚纳外國勞工行業（尤其是成衣製造業）的發展（見下文）。但美國國會2007年通過調高全國最低工資法後，北马里亚纳的最低工資將會逐步提升，從1996至2007年間的每小時3.05元每年提高0.50元，直至達到全國水平（現為7.25元）為止。美國國會和聯邦政府也在2008年通過法案，將於2009年中把北马里亚纳的出入境管理權收歸國有。

## 人口
塞班是北马里亚纳群岛联邦首府，面积最大，人口最多，为联邦的政治经济文化中心。塞班当地的原住民主要为查莫罗人和加羅林人。由于塞班拥有独立的出入境管理權，目前有3万多外籍人士在此工作居留。根据2004年初的统计，外籍人口中，中國大陸人最多，为15,637人，其次是菲律宾人13,000人，其余的来自日本、中華民國、韩国、孟加拉、泰国等。塞班的主要产业是制衣业和旅游业。

## 行政区划
北馬利安納群島共计大约463平方公里。以下列表中所列出的岛从北到南排列：

### 市

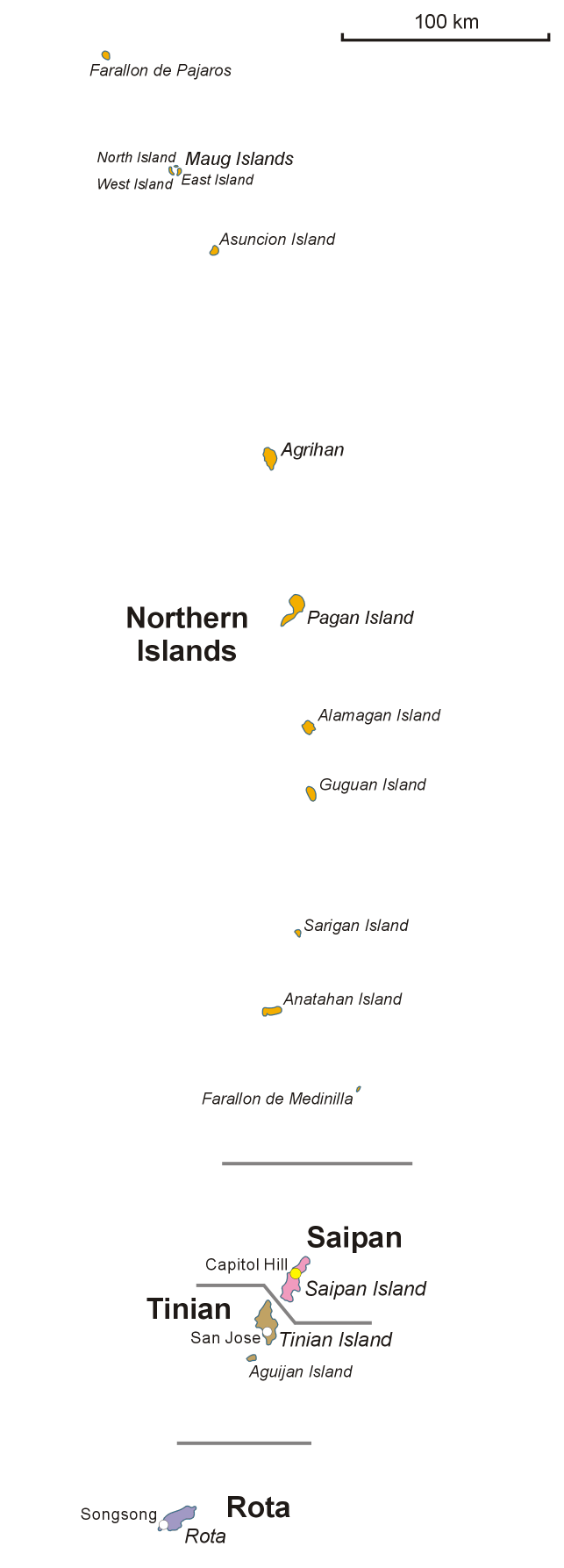
北马里亚纳群岛的4个市

| 市         | 面积（km2） | 人口 2020年统计 |
| ---------- | ----------- | --------------- |
| 北方群岛市 | 154.755     | 7               |
| 塞班市     | 115.38      | 43,385          |
| 天宁市     | 108.11      | 2,044           |
| 罗塔市     | 85.39       | 1,893           |

### 岛屿
| 編號 | 岛屿                                       | 面积（km2） | 人口 2020年普查        | 高度（m） | 群岛   | 定位                                            |
| ---- | ------------------------------------------ | ----------- | ---------------------- | --------- | ------ | ----------------------------------------------- |
| 1    | 帕哈罗斯岩岛（Uracas/Farallon de Pajaros） | 2.0         | 0                      | 319       | 北群岛 | 20°33′N 144°54′E / 20.550°N 144.900°E           |
| 2    | 毛格群岛（Maug Islands）                   | 2.0         | 1939－44年有人居住     | 227       | 北群岛 | 20°02′N 145°19′E / 20.033°N 145.317°E           |
| 3    | 亚松森岛（Asuncion）                       | 7.4         | 0                      | 891       | 北群岛 | 19°43′N 145°41′E / 19.717°N 145.683°E           |
| 4    | 阿格里漢島（Agrigan）                      | 40.0        | 4                      | 965       | 北群岛 | 18°46′N 145°40′E / 18.767°N 145.667°E           |
| 5    | 帕甘岛（Pagan）                            | 46.6        | 2                      | 579       | 北群岛 | 18°08′36″N 145°47′39″E / 18.14333°N 145.79417°E |
| 6    | 阿里马罕岛（Alamagan）                     | 11.0        | 1                      | 744       | 北群岛 | 17°35′N 145°50′E / 17.583°N 145.833°E           |
| 7    | 古关岛（Guguan）                           | 4.0         | 0                      | 301       | 北群岛 | 17°20′N 145°51′E / 17.333°N 145.850°E           |
| 8    | 齊蘭迪亞礁（Zealandia Bank）               | >0.0        | 0                      | >0        | 北群岛 | 16°45′N 145°42′E / 16.750°N 145.700°E           |
| 9    | 薩里甘島（Sarigan）                        | 4.9         | 前有人居住，現為保留區 | 549       | 北群岛 | 16°43′N 145°47′E / 16.717°N 145.783°E           |
| 10   | 安纳塔汉岛（Anatahan）                     | 30.8        | 1990年疏散             | 787       | 北群岛 | 16°22′N 145°40′E / 16.367°N 145.667°E           |
| 11   | 梅迪尼利亞島（Farallon de Medinilla）      | 0.9         | 0                      | 81        | 北群岛 | 16°01′N 146°04′E / 16.017°N 146.067°E           |
| 12   | 塞班島（Saipan）                           | 122.9       | 43,385                 | 474       | 南群岛 | 15°11′06″N 145°44′28″E / 15.18500°N 145.74111°E |
| 13   | 天宁岛（Tinian）                           | 102.0       | 2,044                  | 170       | 南群岛 | 14°57′12″N 145°38′54″E / 14.95333°N 145.64833°E |
| 14   | 阿吉甘岛（Agiguan/Aguijan）                | 7.0         | 0                      | 157       | 南群岛 | 14°42′N 145°18′E / 14.700°N 145.300°E           |
| 15   | 罗塔岛（Rota）                             | 95.7        | 1,893                  | 491       | 南群岛 | 14°08′37″N 145°11′08″E / 14.14361°N 145.18556°E |
|      |                                            | 463.6       | 47,329                 | 965       |        | 14°08' to 20°33'N, 144°54° to 146°04'E          |

行政上，北马里亚纳群岛自治邦分為四個市（municipalities）：
- 1號至11號島嶼總稱為「北群島（Northern Islands）」，行政區劃歸為北群島市。
- 12號至15號島嶼總稱為「南群島（Southern Islands）」，包含的行政區有塞班、天寧、和羅塔三個市，無人島Aguijan被劃為天寧市的一部份。

北群島人口隨季節有所變化，2000年4月普查時只有Alamagan島有6人居住，但根據選民登記數據，Alamagan連同帕甘岛、阿格里漢島季節人口可超過一百人。北群島居民因經濟和就學等原因，在塞班都有季節性居所，北群島市市長辦公室也「流亡」在塞班島。北群島人口分布也受火山活動的影響。帕甘岛在1980年代火山爆發，但近年沉寂後已有人活動。安纳塔汉岛原本也有人居住，但在2003年火山爆發前已撤離。

## 文化

### 體育
- 北馬里亞納羽毛球公開賽
- 塞班島羽毛球國際賽